# Mchy (wieś w województwie wielkopolskim)
Mchy (niem. Emchen) – wieś (dawniej miasto) w Polsce, położona w województwie wielkopolskim, w powiecie śremskim, w gminie Książ Wielkopolski.

## Położenie
Wieś położona 5 km na południe od Książa Wielkopolskiego. We wsi znajduje się skrzyżowanie z drogami powiatowymi:
- nr 4082 do Dolska przez Ługi i Ostrowieczno;
- nr 4084 do Charłub przez Sebastianowo;
- nr 4086 do Chwałkowa Kościelnego;
- nr 4087 z Brzóstowni do granicy powiatu śremskiego.

## Historia
Mchy uzyskały lokację miejską przed 1458 rokiem, zdegradowane przed 1600 rokiem. Wieś położona była w 1580 roku w powiecie kościańskim województwa poznańskiego. W latach 1954–1971  wieś należała i była siedzibą władz gromady Mchy, po jej zniesieniu w gromadzie Książ. W latach 1975–1998 miejscowość administracyjnie należała do województwa poznańskiego.
W 1258 wieś pierwszy raz wspomniana została w dokumentach pod nazwą Mchi. W latach 1458 i 1510 Mchy były miastem.
Miejscowość jest siedzibą parafii św. Marcina Biskupa. W strukturze kościoła rzymskokatolickiego parafia należy do metropolii poznańskiej, archidiecezji poznańskiej, dekanatu boreckiego.

## Zabytki
Zabytkami wsi prawnie chronionymi są:
- kościół św. Marcina – późnorenesansowy, z lat 1575-1616, z wysoką barokową wieżą z zegarem, we wnętrzu znajdują się późnorenesansowy nagrobek Stanisława i Katarzyny Sapińskich z 1588 r. oraz tablica z 1977 r. poświęcona arcybiskupowi poznańskiemu Antoniemu Baraniakowi (1904-1977) urodzonemu w Sebastianowie – sąsiedniej wsi;
- plebania z 1 poł. XIX w. oraz ogrodzenie
- zespół dworski, składający się z
  - dworu z XVIII wieku, z kolumnowym portykiem, w okrągłym salonie znajduje się dekoracja stiukowa autorstwa Michała Ceptowicza z 1792 roku,
  - parku krajobrazowego o pow. 4,24 ha z XVIII wieku, a w nim: staw o pow. 1,43 ha, dąb szypułkowy (obwód 405 cm), platan klonolistny (obwód 320 cm), buk czerwony (obwód 310 cm), jesion wyniosły (obwód 307 cm),
  - spichrza z 1809 roku.

Obiektami religijnym we wsi są trzy kapliczki z barokową figurą św. Wawrzyńca i płaskorzeźbą św. Jana Nepomucena z XVIII w. oraz św. Barbary.

## Oświata
Placówkami oświatowymi i kulturalnymi są:
- filia biblioteki,
- oddział zamiejscowy przedszkola w Książu Wielkopolskim,
- Zespół Szkół im. ks. abp. Antoniego Baraniaka w Mchach.

## Galeria

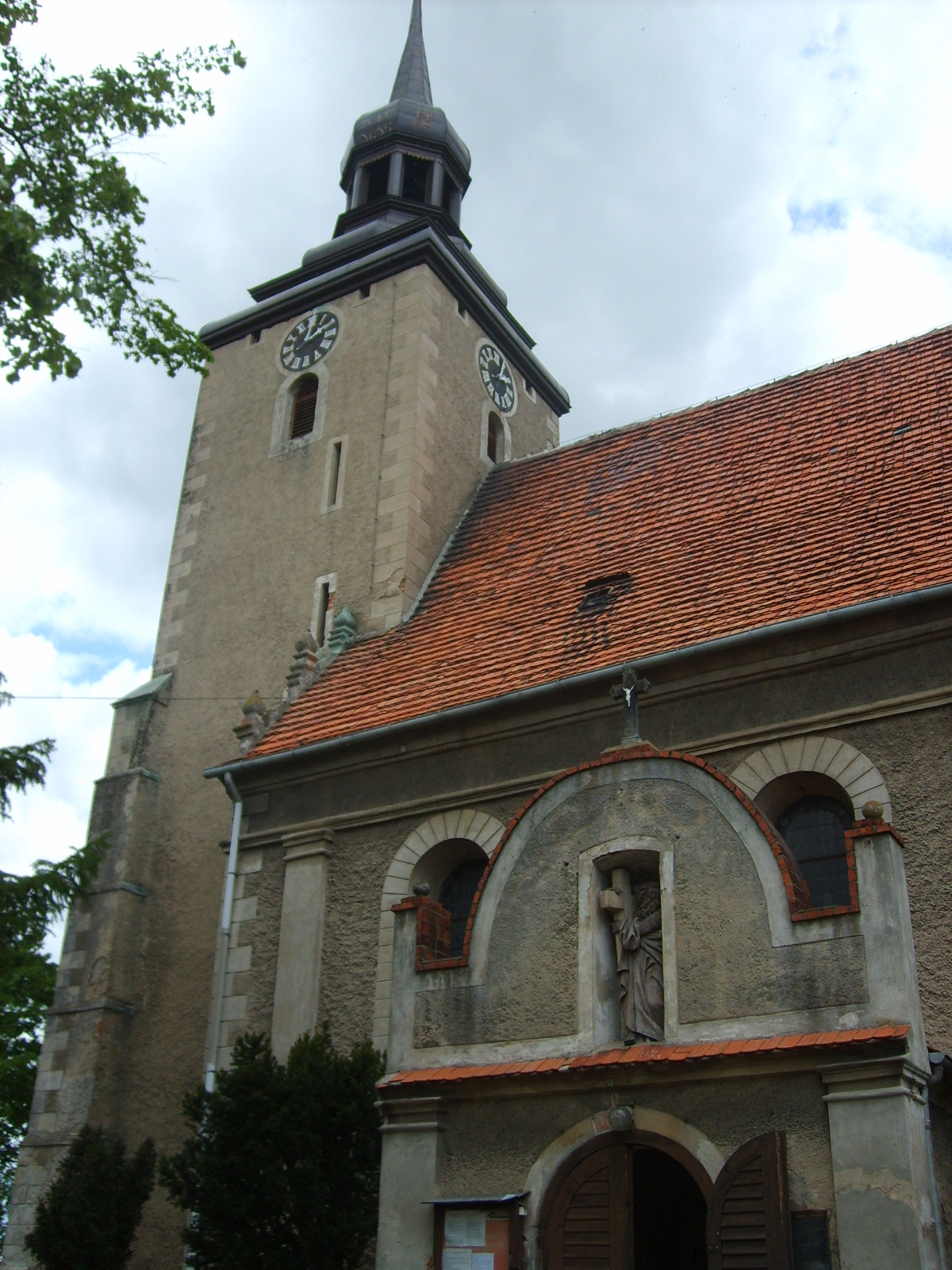
Kościół św. Marcina Biskupa
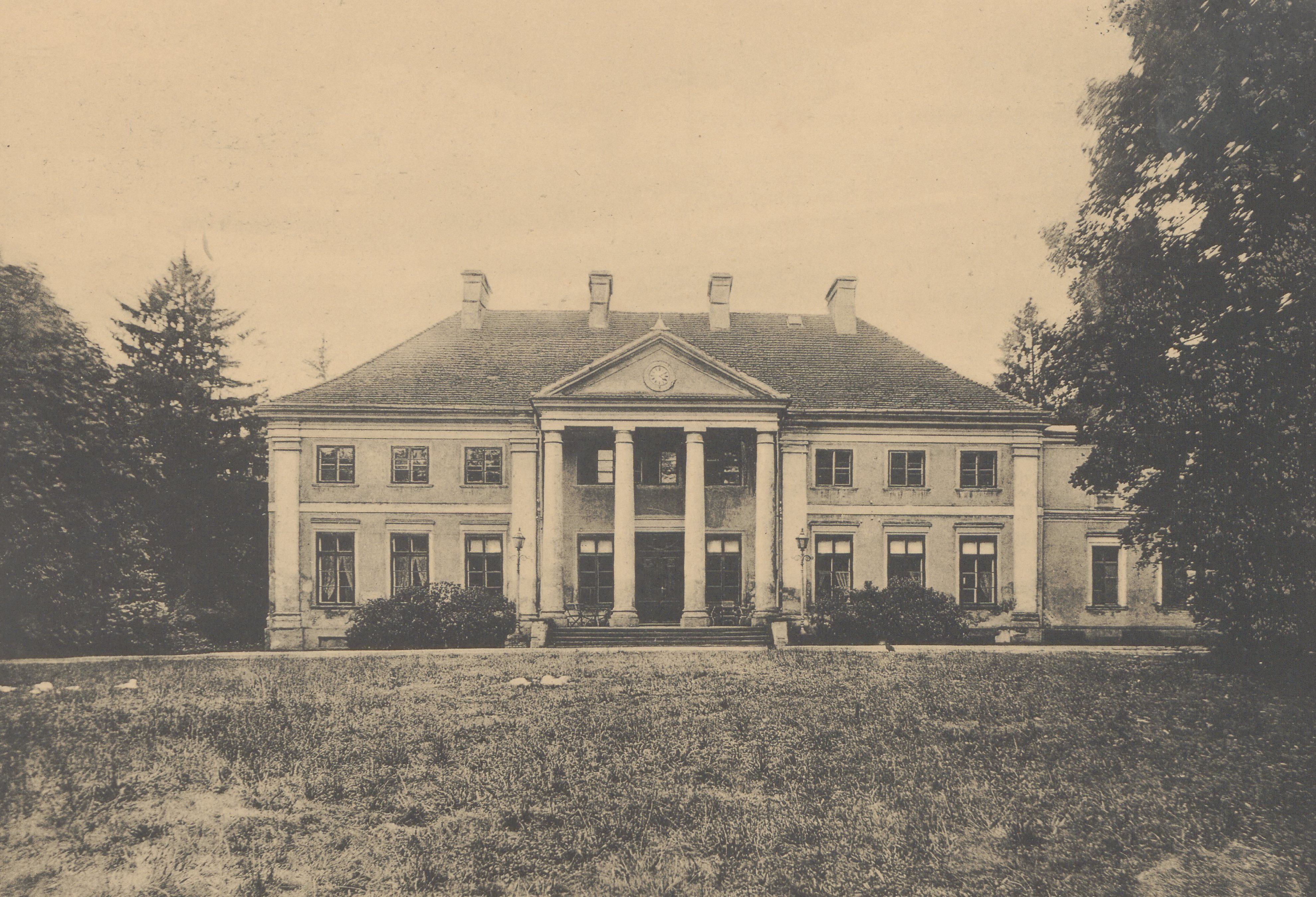
Widok dworu przed 1912